# 北見医師会看護専門学校
北見医師会看護専門学校 （きたみいしかいかんごせんもんがっこう）とは、北海道北見市にある私立の専修学校。運営母体は、社団法人北見市医師会。

## 沿革
- 1952年（昭和27年） - 「北見医師会付属看護婦養成所」開設。
- 1981年（昭和56年） - 「北見医師会看護専修学校」に改称。
- 1997年（平成9年） - 「北見医師会看護専門学校」に改称。「看護学科」を設置。
- 2017年（平成29年）- 定時制2年課程看護学科を閉科。全日制3年課程の看護学科を開設。
- 2020年（令和2年）- 准看護学科を閉科。

## 設置学科
- 看護学科

## 所在地
- 北見市幸町3丁目1番地24号

## 取得できる資格

### 看護学科
- 専門士称号
- 看護師国家試験受験資格
- 保健師・助産師学校受験資格
- 養護教諭養成学校受験資格
- 大学編入試験受験資格